# ليونيد كولومبيت
ليونيد كولومبيت (بالأوكرانية: Колумбет Леонід Федорович) مواليد 14 أكتوبر 1937 في كييف أوبلاست، الجمهورية الأوكرانية الاشتراكية السوفيتية، الاتحاد السوفيتي - الوفاة 2 مايو 1983، كان دراج أوكراني سابق. سبق أن شارك في دورة الألعاب الأولمبية الصيفية وفاز بميدالية أولمبية.

## الميداليات
| الميدالية | المسابقة                       |
| --------- | ------------------------------ |
| برونزية   | الألعاب الأولمبية الصيفية 1960 |

## روابط خارجية
- ليونيد كولومبيت على موقع أرشيف الدراجات (الإنجليزية)
- ليونيد كولومبيت على موقع أوليمبيديا (الإنجليزية)